# Griesemert
Griesemert ist ein Ortsteil der Kreisstadt Olpe im Sauerland und hat 167 Einwohner.

## Geographie
Der Ort befindet sich nordöstlich von Olpe unmittelbar an der B 55.

## Geschichte
Der Namensbestandteil „-mert“ lässt sich auf das Wort „bracht“ zurückführen. Die Griesemert war im preußischen Urkataster (um 1830) ein Flurname für eine Gemarkung, an dem drei benachbarte Orte Anteil hatten.
Unsicher ist, ob es eine erste Erwähnung aus dem Jahre 1248 gibt. Gesichert ist, dass im Jahre 1483 der Ort Grysemerth hieß. 
Am 13. Oktober 2008 war der WDR mit seiner Serie Mittendrin im Dorf.